# Sportåret 1906

## Händelser

### Bandy
- Okänt datum - De första riktiga bandymatcherna i Danmark spelas.[1]
- Okänt datum - Svenska Fotbollförbundet övertar kontrollen av den organiserade bandyn i Sverige från Svenska Bollsportförbundet.[2][3]

### Baseboll
- 14 oktober - American League-mästarna Chicago White Sox vinner World Series med 4-2 i matcher över National League-mästarna Chicago Cubs.[4]

### Fotboll
- 7 oktober – Örgryte IS blir svenska mästare efter finalseger med 4–3 över Djurgårdens IF. Matchen spelas på Stockholms idrottspark.[5]

### Friidrott
- Tim Ford, USA vinner Boston Marathon. [6]

### Ishockey
- 12 juli - Bandyklubbor används då en match som förmodligen är den första i ishockey på södra halvklotet spelas i Melbourne, där då ett Melbournelag möter ett lag från amerikanska krigsfartyget Baltimore.[7]

### Motorsport
- Ungraren Ferenc Szisz vinner den första Grand Prix-tävlingen, Frankrikes Grand Prix med en Renault.
- Fransmannen Louis Wagner vinner Vanderbilt Cup med en Darracq.

### Rugby league
- Spelets regler förändras, så att antalet spelare per lag minskas från 15 till 13.[8]

### Tennis
- 18 juni - Brittiska öarna vinner International Lawn Tennis Challenge genom att finalbesegra USA med 5-0 i Wimbledon.[9]

## Evenemang
- 22 april–2 maj – Olympiska sommarspelen

## Födda
- 7 juli - Satchel Paige, amerikansk basebollspelare.
- 30 oktober - Giuseppe Farina, italiensk racerförare, den förste världsmästaren i F-1.

## Avlidna
- 19 april – Spencer Gore, 56, brittisk tennisspelare, den förste Wimbledonmästaren.

## Bildade föreningar och klubbar
- 26 maj - Svenska klubben Billingsfors IK grundas.[10]
- 8 augusti - Svenska klubben Hallstahammars SK grundas.[10]

### Fotnoter
1. ↑  ”Denmark” (på engelska). Bandytipset. https://www.oocities.org/~bandytips/English/Denmark.html. Läst 8 september 2011.
2. ↑  ”Nordiska spelen”. Bandytipset. https://www.oocities.org/~bandytips/Kalenderbiteri/Svetab/NS.html. Läst 2 september 2011.
3. ↑  ”Bandyhistoria 1875–1919”. Svenska Bandyförbundet. Arkiverad från originalet den 4 juni 2015. https://web.archive.org/web/20150604010835/http://www.svenskbandy.se/BANDY-INFO/FORBUNDET/Historikochstatistik/Historiskamilstolpar/Bandyhistoria1875-1919/. Läst 2 september 2011.
4. ↑  ”1906 World Series” (på engelska). Baseball-Reference.com. http://www.baseball-reference.com/postseason/1906_WS.shtml. Läst 16 juli 2015.
5. ↑  Jimmy Lindahl (14 mars 2000). ”Svenska mästare i fotboll 1896–1925”. Bolletinen. http://www.bolletinen.se/sfs/allsvenskan/sm1896.pdf. Läst 10 oktober 2011.
6. ↑  ”Boston Marathon”. Arkiverad från originalet den 27 april 2015. https://web.archive.org/web/20150427035419/http://www.baa.org/races/boston-marathon/boston-marathon-history/past-champions/past-mens-open-champions.aspx. Läst 9 april 2011.
7. ↑  ”AZ Hockey”. Arkiverad från originalet den 24 maj 2015. https://web.archive.org/web/20150524174102/http://www.azhockey.com/year/yearAUSTRALIA.html. Läst 27 augusti 2011.
8. ↑  Cunneen, Chris (2001). The best ever Australian Sports Writing. Australien: Black Inc. sid. 314. ISBN 1 86395 266 7. http://books.google.com.au/books?id=66OBschGE_YC&printsec=frontcover&source=gbs_ge_summary_r&cad=0#v=onepage&q&f=false. Läst 19 februari 2011
9. ↑  ”Davis Cup”. http://www.daviscup.com/en/results/tie/details.aspx?tieId=10003704. Läst 20 augusti 2011.
10. 1 2  Martin Alsiö (14 mars 2004). ”De allsvenska klubbarnas födelsedagar”. Bolletinen. http://www.bolletinen.se/sfs/allsvenskan/grundades.pdf. Läst 11 februari 2015.